# 托朗 (马尔库-迪卡纳韦西什)
托朗是葡萄牙波尔图区的一个堂区。总面积1.84平方公里，总人口948人，人口密度515.2人/平方公里。